# Jardim da Igreja do Santo Condestável
O Jardim da Igreja do Santo Condestável, ou Largo da Igreja de Santo Condestável, é um jardim de acesso público e sem vedações localizado na freguesia da Campo de Ourique, em Lisboa, em torno da Igreja do Santo Condestável, sendo delimitado pela rua Padre Francisco (norte/noroeste), pela rua Azedo Gneco (oeste/sudoeste), rua Saraiva de Carvalho (sul) e pela rua Francisco Metrass (este/nordeste).
Este espaço ajardinado em torno da Igreja do Santo Condestável foi inaugurado em 1951. Com uma área circular de 0,82 ha, este jardim tem uma esplanada com mesas e bancos nas traseiras da Igreja, e bancos dispersos por todo o jardim.
No lado norte do Jardim está uma Estátua do Padre Francisco Maria da Silva, de 1957, mandada erigir pelos Amigos e Paroquianos em homenagem e agradecimento pelo período em que dirigiu a paróquia de 1934-46 ao que viria a ser Arcebispo de Braga.
Por sua vez, na esquina sudoeste do Jardim está um painel de cerâmica denominado O Bairro, de 2009, da autoria da artista Tereza Cortez e que foi encomendado pela Junta de Freguesia do Santo Condestável (actual Campo de Ourique).
Durante o mês de abril de 2024, a Junta de Freguesia de Campo de Ourique levou a cabo uma votação pública para a escolha de um nome a dar ao jardim, uma vez que este jardim nunca recebeu um nome oficial. Após a votação, a 7 de maio de 2024 foi anunciada a proposta vencedora "Jardim São Nuno de Santa Maria". De acordo com as informações avançadas pela Junta de Freguesia, este nome será proposto num parecer à Comissão Municipal de Toponímia, de forma a ser oficialmente adotado pela Câmara Municipal de Lisboa. 